# Pôle métropolitain du Genevois français
Ne doit pas être confondu avec Genevois français.
Le Pôle métropolitain du Genevois français, en abrégé  « Genevois français » ou PMGF, est un pôle métropolitain situé en région Auvergne-Rhône-Alpes. Composé de 8 intercommunalités membres, soit 117 communes de l'Ain et de la Haute-Savoie, pour un total de 423 000 habitants, le Pôle métropolitain constitue la partie française de l’agglomération transfrontalière du Grand Genève dont il est membre.
Créé en 2017, il remplace l'association régionale de coopération du Genevois français (ARC), qui était devenue Assemblée régionale de coopération du Genevois français en 2010.

## Histoire
L'idée de renforcer la coopération entre les intercommunalités du Genevois français, en parallèle du Grand Genève, se traduit par la création en 2004 de l'Association régionale de coopération du Genevois français (ARC), qui devient membre du Comité régional franco-genevois (CRFG) en 2006. Ce même CRFG devient en 2013 un Groupement local de coopération transfrontalière connu sous le nom de Grand Genève.
Le 14 janvier 2010, l'ARC se transforme en syndicat mixte et engage en 2015 les procédures pour sa transformation en Pôle métropolitain, qui est effective le 1er mai 2017.
Le 1er juillet 2025, Annemasse - Les Voirons Agglomération et la communauté de communes du Genevois ont délégué leur compétence mobilité à Genevois français Mobilités dont l'objectif à terme est d'être l'autorité organisatrice de la mobilité du Pôle métropolitain.

## Compétences
Le Pôle métropolitain du Genevois français dispose des compétences suivantes :
- Coopération transfrontalière, dans le cadre du Grand Genève ;
- Mobilité, en assurant la coordination des démarches des collectivités membres ;
- Aménagement et développement du territoire métropolitain ;
- Transition énergétique et développement durable ;
- Développement économique et attractivité.

## Composition

### Composition intercommunale
| Département  | Intercommunalité                        | Nombre de communes | Population (dernière pop. légale) | Superficie (km2) | Densité (hab./km2) |
| ------------ | --------------------------------------- | ------------------ | --------------------------------- | ---------------- | ------------------ |
| Ain          | Pays de Gex Agglo                       | 27                 | 102 027                           | 404,90           | 252                |
| Ain          | Communauté de communes Terre Valserhône | 12                 | 21 796                            | 225,80           | 97                 |
| Haute-Savoie | Annemasse - Les Voirons Agglomération   | 12                 | 93 417                            | 78,20            | 1 195              |
| Haute-Savoie | Thonon Agglomération                    | 25                 | 93 344                            | 238,90           | 391                |
| Haute-Savoie | Communauté de communes du Genevois      | 17                 | 48 708                            | 151,50           | 322                |
| Haute-Savoie | Communauté de communes Arve et Salève   | 8                  | 20 352                            | 99,30            | 205                |
| Haute-Savoie | Communauté de communes du Pays Rochois  | 9                  | 29 112                            | 93,90            | 310                |
| Haute-Savoie | Communauté de communes Faucigny-Glières | 7                  | 27 764                            | 150,70           | 184                |

### Composition communale
| Nom                      | Code Insee | Département  | Gentilé                           | Superficie (km2) | Population (dernière pop. légale) | Densité (hab./km2) | Modifier                                    |
| ------------------------ | ---------- | ------------ | --------------------------------- | ---------------- | --------------------------------- | ------------------ | ------------------------------------------- |
| Ambilly (siège)          | 74008      | Haute-Savoie | Ambilliens                        | 1,25             | 6 269 (2022)                      | 5 015              | modifier les données · modifier les données |
| Allinges                 | 74005      | Haute-Savoie | Allingeois                        | 15,01            | 4 938 (2022)                      | 329                | modifier les données · modifier les données |
| Amancy                   | 74007      | Haute-Savoie | Amanciens                         | 8,62             | 2 786 (2022)                      | 323                | modifier les données · modifier les données |
| Annemasse                | 74012      | Haute-Savoie | Annemassiens                      | 4,98             | 37 595 (2022)                     | 7 549              | modifier les données · modifier les données |
| Anthy-sur-Léman          | 74013      | Haute-Savoie | Anthychois                        | 4,62             | 2 370 (2022)                      | 513                | modifier les données · modifier les données |
| Arbusigny                | 74015      | Haute-Savoie | Arbusigniens                      | 12,25            | 1 136 (2022)                      | 93                 | modifier les données · modifier les données |
| Archamps                 | 74016      | Haute-Savoie | Archampois                        | 10,69            | 2 458 (2022)                      | 230                | modifier les données · modifier les données |
| Arenthon                 | 74018      | Haute-Savoie | Arenthonnais                      | 11,47            | 1 998 (2022)                      | 174                | modifier les données · modifier les données |
| Armoy                    | 74020      | Haute-Savoie | Armoisiens                        | 4,95             | 1 501 (2022)                      | 303                | modifier les données · modifier les données |
| Arthaz-Pont-Notre-Dame   | 74021      | Haute-Savoie | Arthaziens                        | 5,96             | 1 670 (2022)                      | 280                | modifier les données · modifier les données |
| Ayse                     | 74024      | Haute-Savoie | Ayzois                            | 10,48            | 2 325 (2022)                      | 222                | modifier les données · modifier les données |
| Ballaison                | 74025      | Haute-Savoie | Ballaisonnais                     | 13,30            | 1 475 (2022)                      | 111                | modifier les données · modifier les données |
| Beaumont                 | 74031      | Haute-Savoie | Beaumontois                       | 9,74             | 3 081 (2022)                      | 316                | modifier les données · modifier les données |
| Billiat                  | 01044      | Ain          | Billiatus                         | 13,70            | 669 (2022)                        | 49                 | modifier les données · modifier les données |
| Bonne                    | 74040      | Haute-Savoie | Bonnois                           | 8,58             | 3 268 (2022)                      | 381                | modifier les données · modifier les données |
| Bonneville               | 74042      | Haute-Savoie | Bonnevillois                      | 27,15            | 13 320 (2022)                     | 491                | modifier les données · modifier les données |
| Bons-en-Chablais         | 74043      | Haute-Savoie | Bonsois                           | 19,09            | 6 120 (2022)                      | 321                | modifier les données · modifier les données |
| Bossey                   | 74044      | Haute-Savoie | Bossatis                          | 3,88             | 947 (2022)                        | 244                | modifier les données · modifier les données |
| Brenthonne               | 74048      | Haute-Savoie | Brenthonnois                      | 8,38             | 1 116 (2022)                      | 133                | modifier les données · modifier les données |
| Brizon                   | 74049      | Haute-Savoie | Brizonniers                       | 10,39            | 465 (2022)                        | 45                 | modifier les données · modifier les données |
| Cervens                  | 74053      | Haute-Savoie | Cervennais                        | 6,36             | 1 259 (2022)                      | 198                | modifier les données · modifier les données |
| Cessy                    | 01071      | Ain          | Cessiens                          | 6,39             | 5 570 (2022)                      | 872                | modifier les données · modifier les données |
| Challex                  | 01078      | Ain          | Challaisiens                      | 8,67             | 1 628 (2022)                      | 188                | modifier les données · modifier les données |
| Champfromier             | 01081      | Ain          | Champfromerands                   | 32,40            | 709 (2022)                        | 22                 | modifier les données · modifier les données |
| Chanay                   | 01082      | Ain          | Chanerus                          | 18,10            | 595 (2022)                        | 33                 | modifier les données · modifier les données |
| Chens-sur-Léman          | 74070      | Haute-Savoie | Chensinois                        | 10,87            | 3 005 (2022)                      | 276                | modifier les données · modifier les données |
| Chevrier                 | 74074      | Haute-Savoie | Chevriérois                       | 5,35             | 717 (2022)                        | 134                | modifier les données · modifier les données |
| Chevry                   | 01103      | Ain          | Chevryais                         | 5,84             | 2 301 (2022)                      | 394                | modifier les données · modifier les données |
| Chézery-Forens           | 01104      | Ain          | Chézerands                        | 46,57            | 436 (2022)                        | 9,4                | modifier les données · modifier les données |
| Chênex                   | 74069      | Haute-Savoie | Chênexiens                        | 5,38             | 790 (2022)                        | 147                | modifier les données · modifier les données |
| Collonges                | 01109      | Ain          | Collongeois                       | 16,25            | 2 260 (2022)                      | 139                | modifier les données · modifier les données |
| Collonges-sous-Salève    | 74082      | Haute-Savoie | Collongeois                       | 6,13             | 3 876 (2022)                      | 632                | modifier les données · modifier les données |
| Confort                  | 01114      | Ain          | Confordiers                       | 11,66            | 676 (2022)                        | 58                 | modifier les données · modifier les données |
| Contamine-sur-Arve       | 74087      | Haute-Savoie | Contaminois                       | 6,92             | 2 374 (2022)                      | 343                | modifier les données · modifier les données |
| Cornier                  | 74090      | Haute-Savoie | Corniérands                       | 6,78             | 1 468 (2022)                      | 217                | modifier les données · modifier les données |
| Cranves-Sales            | 74094      | Haute-Savoie | Cranves-Saliens                   | 13,61            | 7 476 (2022)                      | 549                | modifier les données · modifier les données |
| Crozet                   | 01135      | Ain          | Crozatis                          | 27,47            | 2 354 (2022)                      | 86                 | modifier les données · modifier les données |
| Dingy-en-Vuache          | 74101      | Haute-Savoie | Dingeois                          | 7,18             | 787 (2022)                        | 110                | modifier les données · modifier les données |
| Divonne-les-Bains        | 01143      | Ain          | Divonnais                         | 33,88            | 10 300 (2022)                     | 304                | modifier les données · modifier les données |
| Douvaine                 | 74105      | Haute-Savoie | Douvainois                        | 10,54            | 6 788 (2022)                      | 644                | modifier les données · modifier les données |
| Draillant                | 74106      | Haute-Savoie | Draillanais                       | 10,41            | 875 (2022)                        | 84                 | modifier les données · modifier les données |
| Échenevex                | 01153      | Ain          | Chenevessiens                     | 16,44            | 2 227 (2022)                      | 135                | modifier les données · modifier les données |
| Etaux                    | 74116      | Haute-Savoie | Etaliens                          | 13,69            | 2 109 (2022)                      | 154                | modifier les données · modifier les données |
| Étrembières              | 74118      | Haute-Savoie | Étrembièrois                      | 5,43             | 2 624 (2022)                      | 483                | modifier les données · modifier les données |
| Excenevex                | 74121      | Haute-Savoie | Exceneviens                       | 6,66             | 1 326 (2022)                      | 199                | modifier les données · modifier les données |
| Farges                   | 01158      | Ain          | Fargeois                          | 14,28            | 1 065 (2022)                      | 75                 | modifier les données · modifier les données |
| Feigères                 | 74124      | Haute-Savoie | Feigèrois                         | 7,66             | 1 842 (2022)                      | 240                | modifier les données · modifier les données |
| Ferney-Voltaire          | 01160      | Ain          | Ferneysiens                       | 4,78             | 11 530 (2022)                     | 2 412              | modifier les données · modifier les données |
| Fessy                    | 74126      | Haute-Savoie | Fesserains                        | 8,53             | 1 071 (2022)                      | 126                | modifier les données · modifier les données |
| Gaillard                 | 74133      | Haute-Savoie | Gaillardins                       | 4,02             | 11 054 (2022)                     | 2 750              | modifier les données · modifier les données |
| Gex                      | 01173      | Ain          | Gexois                            | 32,02            | 13 455 (2022)                     | 420                | modifier les données · modifier les données |
| Giron                    | 01174      | Ain          | Gironnais                         | 9,39             | 174 (2022)                        | 19                 | modifier les données · modifier les données |
| Glières-Val-de-Borne     | 74212      | Haute-Savoie |                                   | 71,77            | 1 825 (2022)                      | 25                 | modifier les données · modifier les données |
| Grilly                   | 01180      | Ain          | Grillerands                       | 7,50             | 873 (2022)                        | 116                | modifier les données · modifier les données |
| Injoux-Génissiat         | 01189      | Ain          | Injolans/Indiolans et Génissiatus | 29,61            | 1 123 (2022)                      | 38                 | modifier les données · modifier les données |
| Jonzier-Épagny           | 74144      | Haute-Savoie | Jonziérois                        | 7,16             | 889 (2022)                        | 124                | modifier les données · modifier les données |
| Juvigny                  | 74145      | Haute-Savoie | Juvigniens                        | 2,71             | 634 (2022)                        | 234                | modifier les données · modifier les données |
| La Chapelle-Rambaud      | 74059      | Haute-Savoie | Chapellins                        | 4,27             | 251 (2022)                        | 59                 | modifier les données · modifier les données |
| La Muraz                 | 74193      | Haute-Savoie | Muraziens                         | 14,38            | 1 055 (2022)                      | 73                 | modifier les données · modifier les données |
| La Roche-sur-Foron       | 74224      | Haute-Savoie | Rochois                           | 17,94            | 11 239 (2022)                     | 626                | modifier les données · modifier les données |
| Loisin                   | 74150      | Haute-Savoie | Loisinois                         | 7,86             | 1 728 (2022)                      | 220                | modifier les données · modifier les données |
| Lucinges                 | 74153      | Haute-Savoie | Lucingeois                        | 7,69             | 1 709 (2022)                      | 222                | modifier les données · modifier les données |
| Lully                    | 74156      | Haute-Savoie | Lullois                           | 4,86             | 736 (2022)                        | 151                | modifier les données · modifier les données |
| Lyaud                    | 74157      | Haute-Savoie | Lyaudains                         | 9,17             | 1 766 (2022)                      | 193                | modifier les données · modifier les données |
| Léaz                     | 01209      | Ain          | Léaziens                          | 11,40            | 887 (2022)                        | 78                 | modifier les données · modifier les données |
| Lélex                    | 01210      | Ain          | Lélerands                         | 17,63            | 236 (2022)                        | 13                 | modifier les données · modifier les données |
| Machilly                 | 74158      | Haute-Savoie | Machilliens                       | 5,76             | 1 139 (2022)                      | 198                | modifier les données · modifier les données |
| Margencel                | 74163      | Haute-Savoie | Margencellois                     | 7,38             | 2 261 (2022)                      | 306                | modifier les données · modifier les données |
| Marignier                | 74164      | Haute-Savoie | Marignerots                       | 19,97            | 6 432 (2022)                      | 322                | modifier les données · modifier les données |
| Massongy                 | 74171      | Haute-Savoie | Massongiens                       | 9,81             | 1 693 (2022)                      | 173                | modifier les données · modifier les données |
| Messery                  | 74180      | Haute-Savoie | Messerolins                       | 9,22             | 2 373 (2022)                      | 257                | modifier les données · modifier les données |
| Mijoux                   | 01247      | Ain          | Mijolands                         | 22,00            | 297 (2022)                        | 14                 | modifier les données · modifier les données |
| Monnetier-Mornex         | 74185      | Haute-Savoie | Monnerants                        | 11,40            | 2 333 (2022)                      | 205                | modifier les données · modifier les données |
| Montanges                | 01257      | Ain          | Montangers                        | 13,70            | 348 (2022)                        | 25                 | modifier les données · modifier les données |
| Nangy                    | 74197      | Haute-Savoie | Nangéens                          | 4,35             | 1 708 (2022)                      | 393                | modifier les données · modifier les données |
| Nernier                  | 74199      | Haute-Savoie | Néroniens                         | 1,82             | 424 (2022)                        | 233                | modifier les données · modifier les données |
| Neydens                  | 74201      | Haute-Savoie | Neydanais                         | 6,96             | 2 227 (2022)                      | 320                | modifier les données · modifier les données |
| Orcier                   | 74206      | Haute-Savoie | Orciérains                        | 9,39             | 1 073 (2022)                      | 114                | modifier les données · modifier les données |
| Ornex                    | 01281      | Ain          | Ornésiens                         | 5,64             | 4 903 (2022)                      | 869                | modifier les données · modifier les données |
| Perrignier               | 74210      | Haute-Savoie | Perrignins                        | 7,85             | 1 882 (2022)                      | 240                | modifier les données · modifier les données |
| Pers-Jussy               | 74211      | Haute-Savoie | Perjussiens                       | 18,68            | 3 207 (2022)                      | 172                | modifier les données · modifier les données |
| Plagne                   | 01298      | Ain          | Plagnards                         | 6,20             | 166 (2022)                        | 27                 | modifier les données · modifier les données |
| Pougny                   | 01308      | Ain          | Pougnyssois                       | 7,77             | 792 (2022)                        | 102                | modifier les données · modifier les données |
| Présilly                 | 74216      | Haute-Savoie | Présilliens                       | 8,66             | 1 082 (2022)                      | 125                | modifier les données · modifier les données |
| Prévessin-Moëns          | 01313      | Ain          | Prémoënnois                       | 12,07            | 9 081 (2022)                      | 752                | modifier les données · modifier les données |
| Péron                    | 01288      | Ain          | Péronnais                         | 26,01            | 2 900 (2022)                      | 111                | modifier les données · modifier les données |
| Reignier-Ésery           | 74220      | Haute-Savoie | Reignerands                       | 25,08            | 8 112 (2022)                      | 323                | modifier les données · modifier les données |
| Saint-Cergues            | 74229      | Haute-Savoie | Saint-Cerguois                    | 12,55            | 3 779 (2022)                      | 301                | modifier les données · modifier les données |
| Saint-Genis-Pouilly      | 01354      | Ain          | Saint-Genésiens                   | 9,77             | 14 584 (2022)                     | 1 493              | modifier les données · modifier les données |
| Saint-Germain-de-Joux    | 01357      | Ain          | San-Germinois                     | 11,27            | 505 (2022)                        | 45                 | modifier les données · modifier les données |
| Saint-Jean-de-Gonville   | 01360      | Ain          | Gonvillois                        | 12,36            | 2 042 (2022)                      | 165                | modifier les données · modifier les données |
| Saint-Julien-en-Genevois | 74243      | Haute-Savoie | Saint-Juliennois                  | 10,59            | 15 925 (2022)                     | 1 504              | modifier les données · modifier les données |
| Saint-Laurent            | 74244      | Haute-Savoie |                                   | 10,96            | 836 (2022)                        | 76                 | modifier les données · modifier les données |
| Saint-Pierre-en-Faucigny | 74250      | Haute-Savoie | Saint-Pierrois                    | 14,91            | 7 848 (2022)                      | 526                | modifier les données · modifier les données |
| Saint-Sixt               | 74253      | Haute-Savoie | Saint-Sixtains                    | 5,21             | 994 (2022)                        | 191                | modifier les données · modifier les données |
| Sauverny                 | 01397      | Ain          | Sauverniens                       | 1,89             | 1 003 (2022)                      | 531                | modifier les données · modifier les données |
| Savigny                  | 74260      | Haute-Savoie | Savignerands                      | 10,52            | 1 029 (2022)                      | 98                 | modifier les données · modifier les données |
| Scientrier               | 74262      | Haute-Savoie | Scientriens                       | 7,21             | 1 216 (2022)                      | 169                | modifier les données · modifier les données |
| Sciez                    | 74263      | Haute-Savoie | Sciezois                          | 20,47            | 6 317 (2022)                      | 309                | modifier les données · modifier les données |
| Sergy                    | 01401      | Ain          | Sergiens                          | 9,46             | 2 279 (2022)                      | 241                | modifier les données · modifier les données |
| Surjoux-Lhopital         | 01215      | Ain          |                                   | 7,99             | 140 (2022)                        | 18                 | modifier les données · modifier les données |
| Ségny                    | 01399      | Ain          | Segnerands                        | 3,24             | 2 676 (2022)                      | 826                | modifier les données · modifier les données |
| Thoiry                   | 01419      | Ain          | Thoirysiens                       | 28,93            | 6 356 (2022)                      | 220                | modifier les données · modifier les données |
| Thonon-les-Bains         | 74281      | Haute-Savoie | Thononais                         | 16,21            | 37 689 (2022)                     | 2 325              | modifier les données · modifier les données |
| Valleiry                 | 74288      | Haute-Savoie | Valleiryens                       | 6,95             | 5 090 (2022)                      | 732                | modifier les données · modifier les données |
| Valserhône               | 01033      | Ain          | Valserhônois                      | 62,53            | 16 162 (2022)                     | 258                | modifier les données · modifier les données |
| Veigy-Foncenex           | 74293      | Haute-Savoie | Veigyciens                        | 12,99            | 4 035 (2022)                      | 311                | modifier les données · modifier les données |
| Vers                     | 74296      | Haute-Savoie | Vernois                           | 5,91             | 962 (2022)                        | 163                | modifier les données · modifier les données |
| Versonnex                | 01435      | Ain          | Versonnexois                      | 5,89             | 2 222 (2022)                      | 377                | modifier les données · modifier les données |
| Vesancy                  | 01436      | Ain          |                                   | 10,70            | 513 (2022)                        | 48                 | modifier les données · modifier les données |
| Ville-la-Grand           | 74305      | Haute-Savoie | Villamagnains                     | 4,49             | 9 196 (2022)                      | 2 048              | modifier les données · modifier les données |
| Villes                   | 01448      | Ain          | Villatus                          | 9,21             | 390 (2022)                        | 42                 | modifier les données · modifier les données |
| Viry                     | 74309      | Haute-Savoie | Viriens                           | 26,16            | 5 625 (2022)                      | 215                | modifier les données · modifier les données |
| Vougy                    | 74312      | Haute-Savoie | Vougerots                         | 3,99             | 1 622 (2022)                      | 407                | modifier les données · modifier les données |
| Vulbens                  | 74314      | Haute-Savoie | Vulbensois                        | 12,53            | 1 698 (2022)                      | 136                | modifier les données · modifier les données |
| Vétraz-Monthoux          | 74298      | Haute-Savoie | Vetraziens                        | 7,11             | 10 412 (2022)                     | 1 464              | modifier les données · modifier les données |
| Yvoire                   | 74315      | Haute-Savoie | Yvoiriens                         | 3,12             | 1 052 (2022)                      | 337                | modifier les données · modifier les données |